# Казанка (Архангельский район)
Казанка (баш. Казанка) — село в Инзерском сельсовете Архангельского района Республики Башкортостан России.

## История
Казанка — одна из трёх (остальные — Троицкое и Успенка) чувашских деревень Архангельского района. Казанка и Успенка возникли в 1903—1919 годах. 

## Население
| 2002 | 2009 | 2010 |
| ---- | ---- | ---- |
| 382  | ↗400 | ↘323 |

Историческая численность населения: в 1920 году 338 человек на 62 дворах.
Национальный состав
Согласно переписи 2002 года, преобладающая национальность — чуваши (74 %).

## Географическое положение
Расстояние до:
- районного центра (Архангельское): 13 км,
- центра сельсовета (Валентиновка): 5 км,
- ближайшего железнодорожного остановочного пункта (ост. пункт 36 км.): 5 км.